# Jean-Baptiste Antoine de Flachslanden
Jean-Baptiste Antoine de Flachslanden, dit le « bailli de Flachslanden », né le 10 juillet 1739 à Saverne (Bas-Rhin) et mort le 1er juillet 1825, est un militaire et homme politique d'origine alsacienne. Chevalier  de l'ordre de Saint-Jean de Jérusalem, général des galères et turcoplier comme pilier de la Langue anglo-bavaroise à son rétablissement en 1781, député de la noblesse d'Alsace aux états généraux de 1789.

## Biographie
À l'été 1770, le roi de France envoie une expédition militaire contre Tunis, pour contraindre le bey de Tunis, Ali II Bey, de faire cesser les attaques de ses corsaires contre la Corse, récemment acquise par la France à la république de Gênes. Cette expédition est secondée par plusieurs galères de l'ordre de Saint-Jean de Jérusalem, placées sous les ordres du chevalier de Flachslanden.
Lors du rétablissement de la langue anglo-bavaroise en 1781, il devient le pilier de la langue et comme tel il exerce la fonction de turcoplier. Élu, le 4 avril 1789, député de la noblesse aux États généraux par le bailliage de Haguenau et Wissembourg, il fait partie de la minorité, et signe, en 1790, une protestation contre les décisions récentes de l'Assemblée relativement aux biens ecclésiastiques. « Ces biens, disait-il, appartiennent avant tout au culte, aux pauvres, à l'éducation publique, aux hôpitaux de la province, et ce n'est que pour elle et par elle seule que la nation et le roi, comme tuteurs majeurs, peuvent en disposer… L'Alsace devra sans doute, comme toutes les provinces du royaume, contribuer au paiement des dettes de l’État, mais dans les règles de la justice distributive et par les moyens qu'elle trouvera lui être le moins onéreux. Tel est l'esprit des cahiers confiés au bailli de Flachslanden, et, fidèle à leurs principes, il n'a pas cru pouvoir, ni devoir s'en écarter. »
Il émigre, et devient chancelier de Louis XVIII, auprès de qui il s'était rendu à Vérone. Il meurt le 1er juillet 1825, à l'âge de 85 ans.

### Sources et bibliographie
- « Jean-Baptiste Antoine de Flachslanden », dans Adolphe Robert et Gaston Cougny, Dictionnaire des parlementaires français, Edgar Bourloton, 1889-1891 [détail de l’édition] [texte sur Sycomore]
- Jean-Pierre Bardet, État et société en France aux XVIIe et XVIIIe siècles, Presses Paris Sorbonne, 2000, 548 pages, [lire en ligne], p. 524